# Son (rzeka)
Son – rzeka w Indiach o długości 784 km oraz powierzchni dorzecza 71 900 km²
Źródła rzeki znajdują się na wyżynie Dekan, a uchodzi ona do rzeki Ganges.
Rzeka Son jest wykorzystywana do nawadniania pól uprawnych oraz w dolnym biegu do żeglugi. W 2006 roku na rzece otwarto zaporę z elektrownią wodną o mocy  425 MW, która zaopatruje w energię elektryczną mieszkańców stanu Madhya Pradesh. Podczas budowy zatopiono 336 wsi i przesiedlono z miejsca dotychczasowego zamieszkania ponad 143 tysięcy osób.